# كولين غرين
كولين غرين (بالإنجليزية: Colleen Green)‏ هي مغنية أمريكية، ولدت في 23 أكتوبر 1984 في دونستيبل في الولايات المتحدة.

## وصلات خارجية
- الموقع الرسمي
- كولين غرين على موقع ميوزك برينز (الإنجليزية)
- كولين غرين على موقع أول ميوزيك (الإنجليزية)
- كولين غرين على موقع ديسكوغز (الإنجليزية)